# Heterokrohnia palpifera
Heterokrohnia palpifera är en djurart som tillhör fylumet pilmaskar, och som först beskrevs av Casanova 1986.  Heterokrohnia palpifera ingår i släktet Heterokrohnia och familjen Eukrohniidae. Inga underarter finns listade i Catalogue of Life.